# Eulalia phaeothrix
Eulalia phaeothrix là một loài thực vật có hoa trong họ Hòa thảo. Loài này được (Hack.) Kuntze mô tả khoa học đầu tiên năm 1891.